# HMS Whitshed (D77)
«Вітшед» (D77) (англ. HMS Whitshed (D77) — військовий корабель, ескадрений міноносець «Модифікований Адміралті» типу «W» Королівського військово-морського флоту Великої Британії за часів Другої світової війни.
«Вітшед» був закладений 3 червня 1918 року на верфі компанії Swan Hunter у Волсенді. 31 січня 1919 року він був спущений на воду, а 11 липня 1919 року увійшов до складу Королівських ВМС Великої Британії.
Корабель брав участь у бойових діях на морі в Другій світовій війні, бився в Атлантиці, супроводжував конвої, підтримував висадку морського десанту в Нормандії. За воєнний час есмінець «Вітшед» у взаємодії з іншими кораблями Королівського флоту потопив німецький підводний човен U-55.
За проявлену мужність та стійкість у боях бойовий корабель заохочений шістьма бойовими відзнаками.

## Історія служби
З початком Другої світової війни есмінець перебував у складі Домашнього флоту. У жовтні разом з есмінцями 16-ї флотилії «Вустер», «Веномос», «Вайлд Свон», «Ветеран», «Веріті», «Віверн» й «Монтроз» виконували завдання зі супроводження конвоїв в Англійській протоці та у південно-західних підходах, базуючись на Портсмут.
30 січня 1940 року поблизу Шетландських островів у результаті узгодженої атаки французьких есмінців «Гепард», «Вальмі», британських есмінця «Вітшед», шлюпа «Фовей» та протичовнового літака Short Sunderland був знищений німецький ПЧ U-55.
31 січня «Вітшед» разом з есмінцем «Адент» супроводжував легкий крейсер «Аякс» до Плімута, коли той повертався після бою з важким крейсером «Адмірал Граф Шпеє».
20 серпня 1940 року «Вітшед» разом з іншими есмінцями перейшов до 16-ї флотилії есмінців, що забезпечувала охорону східного узбережжя Англії, базуючись на військово-морську базу в Гаріджі.
3 лютого 1942 року «Вітшед» разом з шістьма есмінцями прибув на посилення Дуврського командування, в очікуванні ймовірного за даними розвідки прориву німецьких лінкорів «Шарнгорст» та «Гнейзенау» і важкого крейсера «Принц Ойген» з окупованого Бреста до німецьких військово-морських баз. Вночі з 11 на 12 лютого капітальні кораблі Крігсмаріне потай вийшли з французького порту Брест та, не будучи виявленими британцями через технічні проблеми із засобами радіотехнічної розвідки, вирушили до Німеччини. «Вітшед» разом з «Вівейшос», «Маккей», «Кемпбелл», «Вустер» та «Волпол» перебували на тренуванні в Гаріджі, коли отримали наказ перехопити німецькі кораблі біля гирла річки Шельда. «Волпол» через технічні негаразди повернув назад, решта о 15:42 вийшла на ворожі кораблі. Британські есмінці провели з відстані 2 200 — 3 700 метрів торпедну атаку, але жодна торпеда не влучила в ціль, натомість «Вустер» дістав серйозних пошкоджень від вогню німецької корабельної артилерії.